# بیبکد
بیبکُد یا کد مرجع کتاب‌شناختی (به انگلیسی: Bibliographic Reference Code) که در زبان انگلیسی با شکل مختصر Bibcode یا Refcode نمایش داده می‌شود، یک شناسه فشرده است که در شماری از سامانه‌های داده‌های اخترشناسی برای مشخص کردن یکتای نوشتارهای مرجع در این شاخه از دانش به کار می‌رود. کد مرجع کتاب‌شناسی، نخست برای استفاده در سیمباد و پایگاه داده فراکهکشانی ناسا/آیپک به وجود آمد، اما رفته رفته به یک استاندارد تجربی تبدیل شد و امروزه کاربرد گسترده‌تری یافته‌است. برای نمونه می‌توان سامانه داده‌های اخترفیزیکی ناسا را نام برد که نخستین بار از واژه Bibcode استفاده کرده‌است.
طول این کد ثابت و برابر با ۱۹ نویسه است که به شکل زیر می‌باشد:
که در آن YYYY سال چهاررقمی انتشار نوشتار مرجع مورد نظر، JJJJJ محل انتشار نوشتار مرجع و در صورتی که محل انتشار ژورنال باشد، VVVV شماره دوره ژورنال، M بخشی از ژورنال که نوشتار در آن به چاپ رسیده، PPPP شماره صفحه آغازین نوشتار و A حرف نخست نام خانوادگی نویسنده نخست است. چنانچه هریک از این بخش‌ها از میزان اختصاص داده شده کوتاه تر باشند، جاهای خالی با نقطه پر می‌شوند. این نقطه‌ها برای کد انتشارات به سمت راست و برای شماره دوره و صفحه به سمت چپ افزوده می‌شوند. نمونه‌هایی از این کدگذاری را در زیر می‌بینید:
| Bibcode             |  | نوشتار مرجع |
| 1974AJ.....79..819H |  | Heintz, W. D. (1974). "Astrometric study of four visual binaries". The Astronomical Journal. 79: ۸۱۹–۸۲۵. doi:10.1086/111614.                                                                       |
| 1924MNRAS..84..308E |  | Eddington, A. S. (1924). "On the relation between the masses and luminosities of the stars". Monthly Notices of the Royal Astronomical Society. 84: ۳۰۸–۳۳۲.                                        |
| 1970ApJ...161L..77K |  | Kemp, J. C.; Swedlund, J. B.; Landstreet, J. D.; Angel, J. R. P. (1970). "Discovery of circularly polarized light from a white dwarf". The Astrophysical Journal. 161: L77–L79. doi:10.1086/180574. |